# نهر سانتا كروز (الفلبين)
نهر سانتا كروز (باتاغالوغية: Ilog ng Santa Cruz) هو نظام نهري في بلدة سانتا كروز، لاغونا في جزيرة لوزون بالفلبين.
إنهُ واحد من 21 رافدًا من لاغونا دي باي، ويساهم بقرابة 15٪ من إجمالي المياه في بحيرة لاغونا. يُراقب النهر بانتظام من قبل هيئة تنمية بحيرة لاغونا (LLDA) من خلال واحدة من 15 محطة لرصد الأنهار.